# Megaceras morpheus
Megaceras morpheus är en skalbaggsart som beskrevs av Hermann Burmeister 1847. Megaceras morpheus ingår i släktet Megaceras och familjen Dynastidae. Inga underarter finns listade i Catalogue of Life.

## Bildgalleri

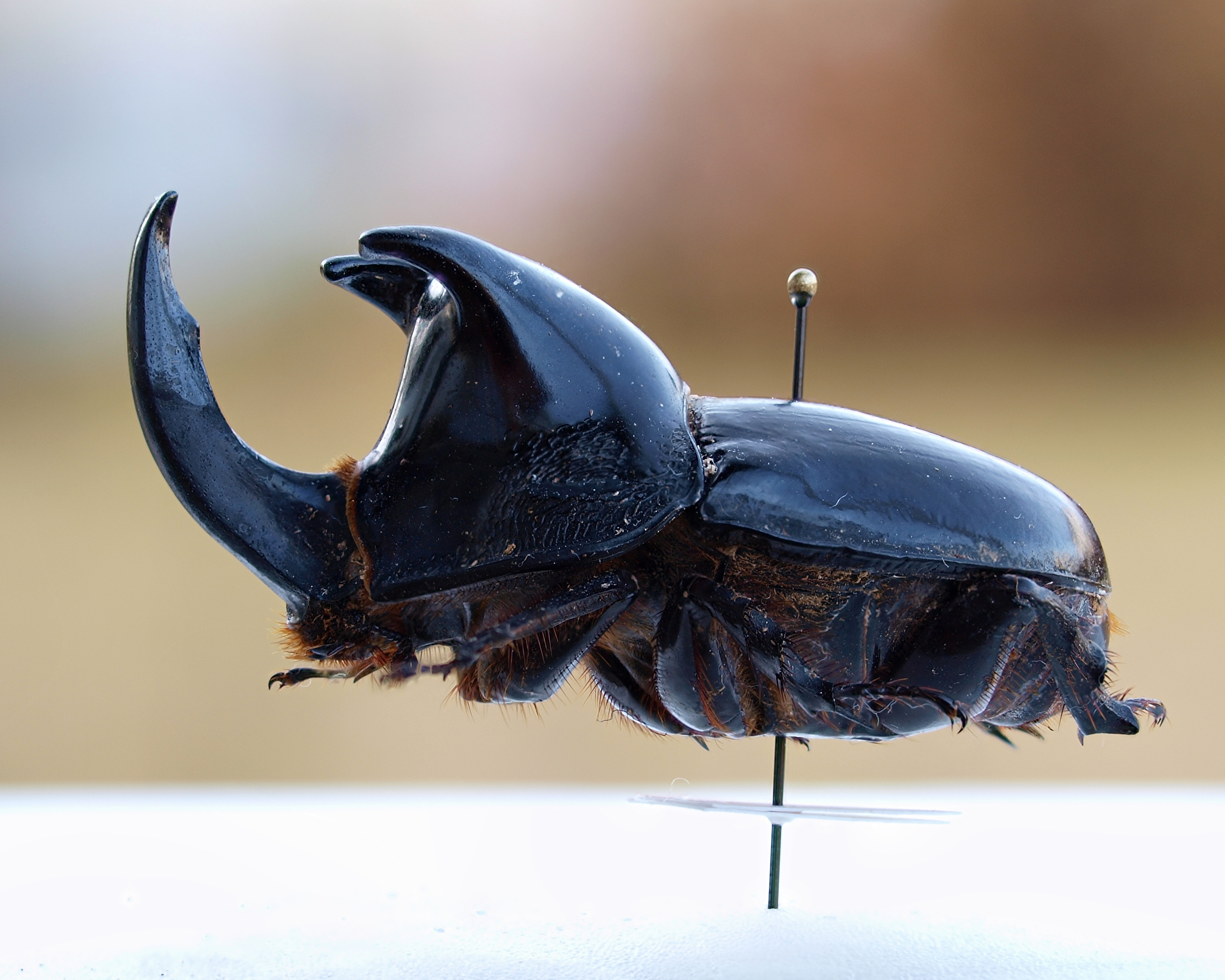
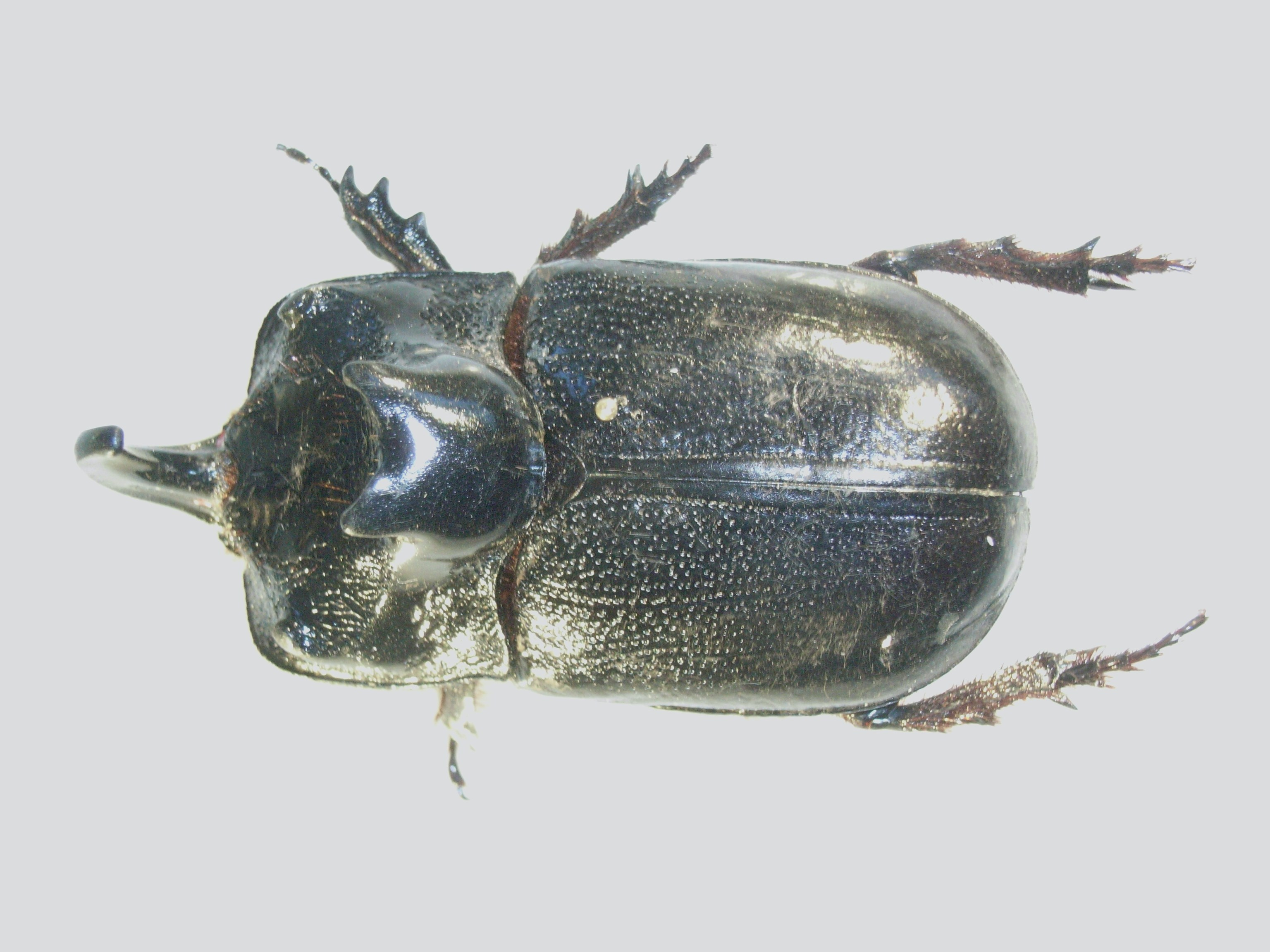
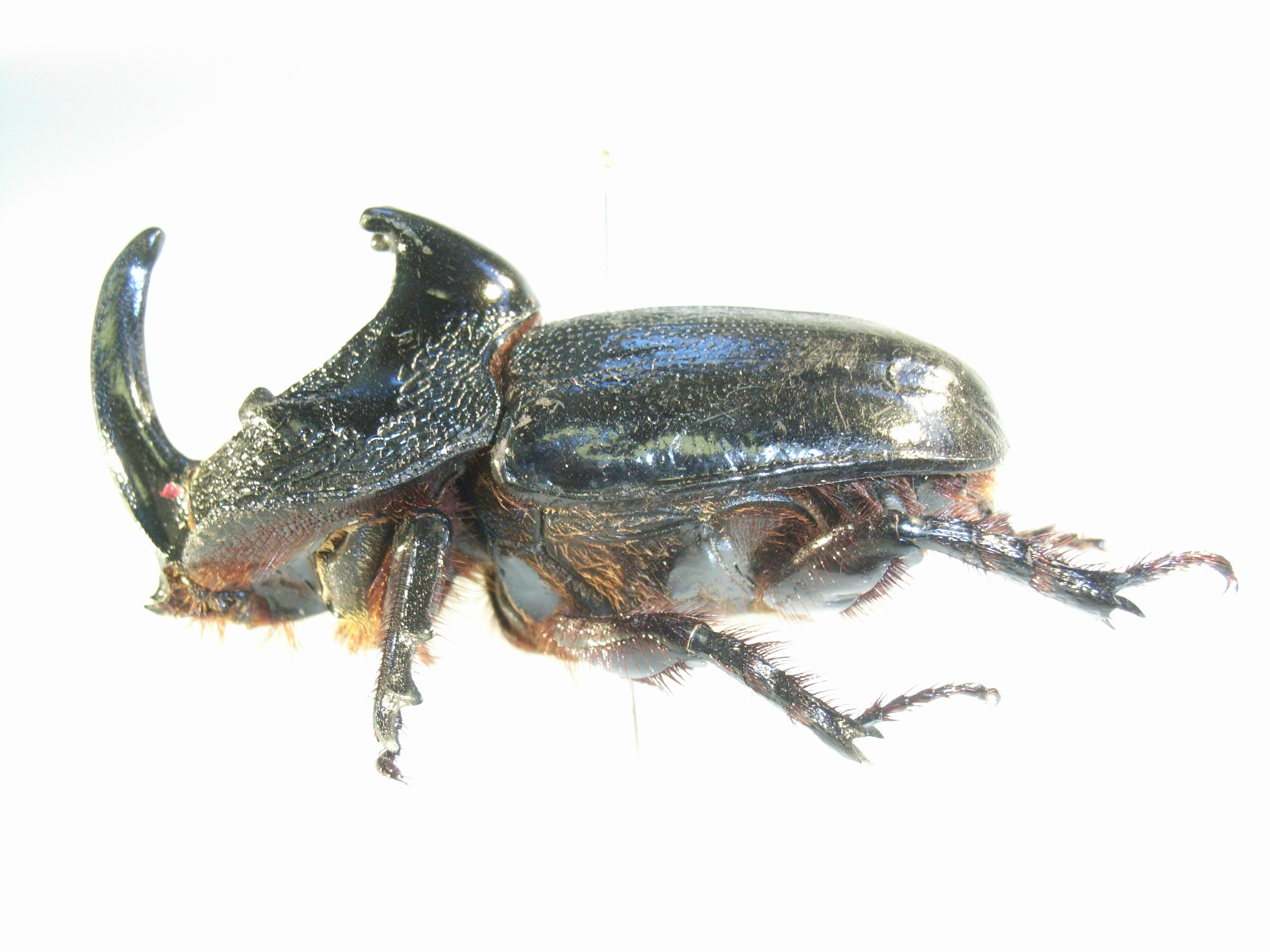